# Rüdiger Theiselmann
Rüdiger Theiselmann (* 31. Oktober 1976 in Ibbenbüren) ist ein deutscher Rechtsanwalt, Rechtswissenschaftler, Autor und Unternehmer. Daneben ist er Musikproduzent und Trance DJ.
Er studierte Rechtswissenschaften an den Universitäten von Bielefeld und Köln. Im Jahr 2003 wurde er zum Dr. jur. promoviert. Parallel absolvierte er das Rechtsreferendariat und ein Studium zum Master of Business Laws (LL.M.oec.) an der Universität zu Köln. Zudem schloss er berufsbegleitend ein Studium zum Bankbetriebswirt an der Frankfurt School of Finance and Management ab. 
Rüdiger Theiselmann arbeitete von 1995 bis 1999 als freier Journalist für Tageszeitungen und Fernsehsender. Von 1999 bis 2002 war er für die Deutsche Bank und von 2005 bis 2013 für die Commerzbank tätig, dort zunächst als Vorstandsassistent und daraufhin im Investment Banking. Anschließend wechselte er als Anwalt und Executive Partner zu der Wirtschaftskanzlei Wellensiek in Frankfurt. Im Jahr 2015 gründete er die Huckberg GmbH sowie seine Kanzlei Theiselmann & Cie. und berät Manager anwaltlich. Zudem hat er Digitorney als internationales LegalTech Unternehmen aufgebaut mit Tochtergesellschaften in Amsterdam, Hong Kong und New York.
Parallel ist Rüdiger Theiselmann für die Board Academy in der Aufsichtsratsfortbildung und als Aufsichtsrat tätig, doziert als Lehrbeauftragter an der Frankfurt School of Finance and Management und veröffentlicht Fachpublikationen.
Im Jahr 2020 gründete er das Plattenlabel Huckberg Records, produziert unter dem behördlich registrierten Künstlernamen Clemens van Lay (der Name seines Urgroßvaters) elektronische Musik im Bereich Uplifting Trance und tritt als DJ auf. Seine Musik wird in mehr als 120 Ländern gehört.

## Veröffentlichungen (Auswahl)
- Manager Recht, ISBN 978-3-00-077498-0, 2024
- Praxishandbuch des Restrukturierungsrechts. Carl Heymanns Verlag, Köln 2013, ISBN 978-3-452-29184-4, 5. Auflage 2024 (als Herausgeber und Autor)
- Governance International – Rechtsleitfaden für die Management-Praxis, ISBN 978-3-791-03109-5, 2011 (als Herausgeber und Autor)
- Governance – Legal Guidelines For The International Management Practice, ISBN 978-1-137-00440-6, 2010 (als Herausgeber und Autor)
- Corporate Finance Recht für Finanzmanager, ISBN 978-3-8006-3648-8, 2009
- Geistiges Eigentum in der Informationsgesellschaft – rechtliche Implikationen der digitalen Werkverwertung, ISBN 978-3-406-52272-7, 2004 (zugleich Dissertation)